# Faisão-versicolor
O faisão-verde (Phasianus versicolor), também conhecido como faisão-verde-japonês ou faisão-versicolor é um ave do gênero Phasianus, pertencente à família Phasianidae. É uma ave nativa e endêmica do arquipélago do Japão. Algumas autoridades taxonômicas chegam a considerar ele como uma subespécie do Faisão-de-colar (Phasianus colchicus). Ele é a ave nacional do Japão.

## Taxonomia e Sistemática
Alguns trabalhos dizem que o Faisão-verde é apenas uma subespécie do Faisão-de-colar, outros dizem que são espécies diferentes apesar de uma forte ligação. Foram descritas até nove subespécies do versicolor, porem apenas três são reconhecidas:
- P. v. versicolor - chamada de "Faisão-verde-do-sul" ou apenas Kiji.
- P. v. tamensis - chamado de "Faisão-verde-do-pacífico".
- P. v. robustipes - chamado de "Faisão-verde-do-norte".

Há também casos de hibridismo entre o Faisão-versicolor e o Faisão-de-colar com quem divide o gênero Phasianus e até faisão de outro gênero, o Faisão-de-Copper (Syrmaticus soemmerringii) do gênero Syrmaticus.

## Descrição
O Faisão-versicolor é menor que o seu parente mais próximo, o Faisão-de-colar. O macho atinge entre 75 e 89 cm, sendo que sua cauda corresponde à cerca de 27 a 42,5 cm desse tamanho. Seu peso pode chegar a entre 900g e 1,1kg. A fêmea, por sua vez, é menor, chegando ter de 53 a 62 cm, com sua cauda, mais curta, podendo corresponder a de 21 a 28 cm. O peso dela é de 800 g a 900 g. 
Nos machos a área ao redor dos olhos é nua e vermelha, possuindo algumas penas abaixo dos olhos que são de cor azul brilhante. O bico é branco amarelado e seus olhos possuem íris de cor amarelo acastanhado a âmbar. Assim como outros fasianídeos, os machos possuem um esporão em cada perna.

### Plumagem
Os machos da subespécie P. v. versicolor costumam apresentar plumagem geral verde-escura, apresentando um capuz azul-arroxeado com penacho de orelha um tanto mais claros, sua barbela é de um vermelho vivo e sua cauda é longa de cor cinza-pálido. As fêmeas são menores, com a cauda mais curta tem plumagem de cor preto-acastanhada, com penas marrom-escuras manchadas com marrom-pálido. Já os machos da subespécie P. v. tamensis tem plumagem mais clara que o primeiro, com maior presença de roxo e azul. A terceira subespécie P. v. robustipes tem a plumagem mais clara com sua coroa e manto sendo mais para o bronze. As fêmeas das três subespécies costumam ser mais similares, embora, assim como os machos, as fêmeas de P. v. versicolor tenham uma coloração mais escura e as de P. v. robustipes tenham a mais clara.

## Comportamento

### Dieta
Quando em vida selvagem, estes costumam se alimentar de pequenos animais como minhocas e insetos, e também grãos e plantas. Em cativeiro são alimentados com sementes, plantas e pequenos animais vivos.

### Reprodução

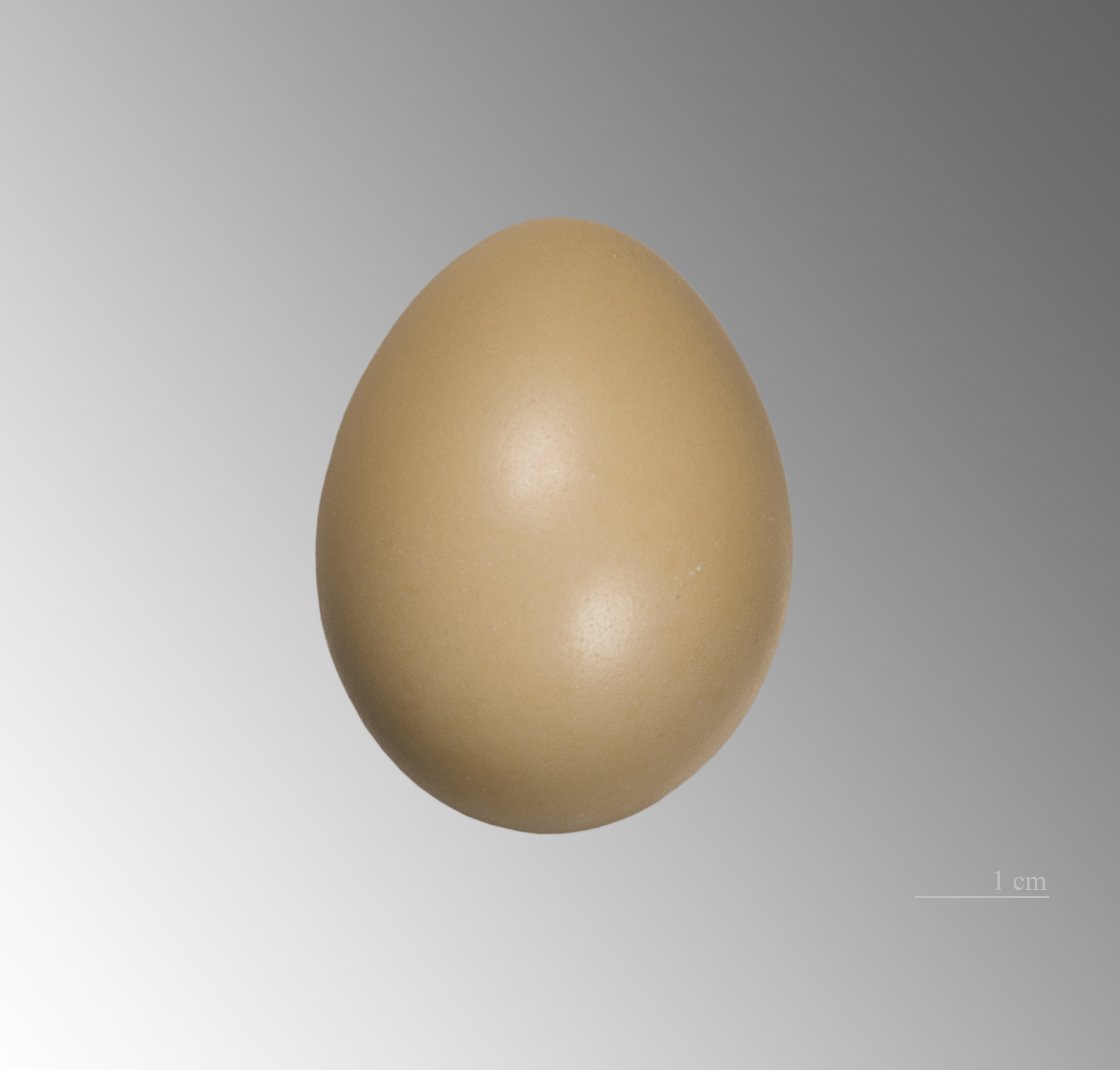
Ovo

Sua época de reprodução começa entre Março e Abril e termina em Junho. Eles costumam iniciar sua vida reprodutiva quando estão por volta de um ano de idade. Uma ninhada pode ter entre 6 e 15 ovos que são incubados por um período de 23 a 25 dias. A espécie parece ter uma tendência mais monogâmica que polígama.

## Na Cultura
No Japão, muitas pessoas costumam dizer que o Faisão-versicolor se assusta com terremotos e "gritam". Por lá eles são considerados a ave-nacional.

## Habitat e distribuição
Ele é encontrado em toda a ilha de Honshu, Shikoku e Kyushu, além de algumas ilhas menores. Foi introduzido no Hawaii   e, ao contrário do Faisão-coleira, foi introduzido sem sucesso na América do Norte como ave de caça. É uma espécie comum e difundida em toda a sua área nativa, sendo que frequentemente visita fazendas e lugares de ocupação humana. As populações introduzidas no Havaí são estáveis.  As populações no oeste europeu ocasionalmente se reproduziram com Faisão-de-colar por um longo período e não mais existem Faisões-verdes ali há algum tempo. Ele também foi cruzado com faisões-coleira em fazendas na América do Norte.
Nas áreas onde são nativos, os faisões-versicolor tem populações maiores que as de faisão-coleira que foram introduzidas. Apesar da estreita familiaridade entre as duas espécies, elas possuem exigências ecológicas distintas, sendo que o faisão-coleira tem menor capacidade de adaptação nas áreas nativas do faisão-versicolor.
Ele habita florestas e bordas de florestas, arbustos, pastagens e parques, geralmente em planícies e colinas de até 1200m de altitude. De acordo com a IUCN seu estado de conservação encontra-se em baixo risco.

## Galeria

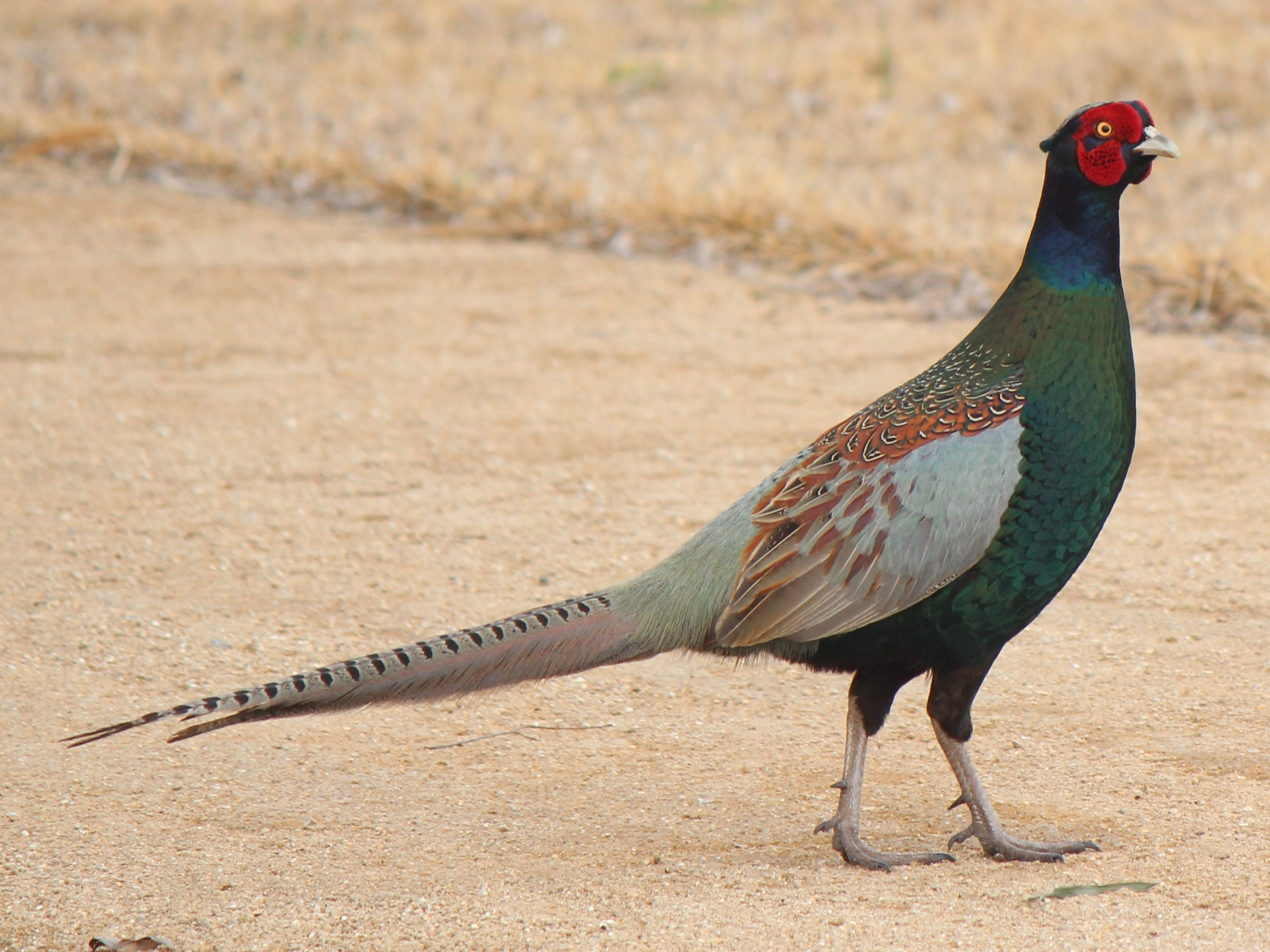
O macho possui longa cauda
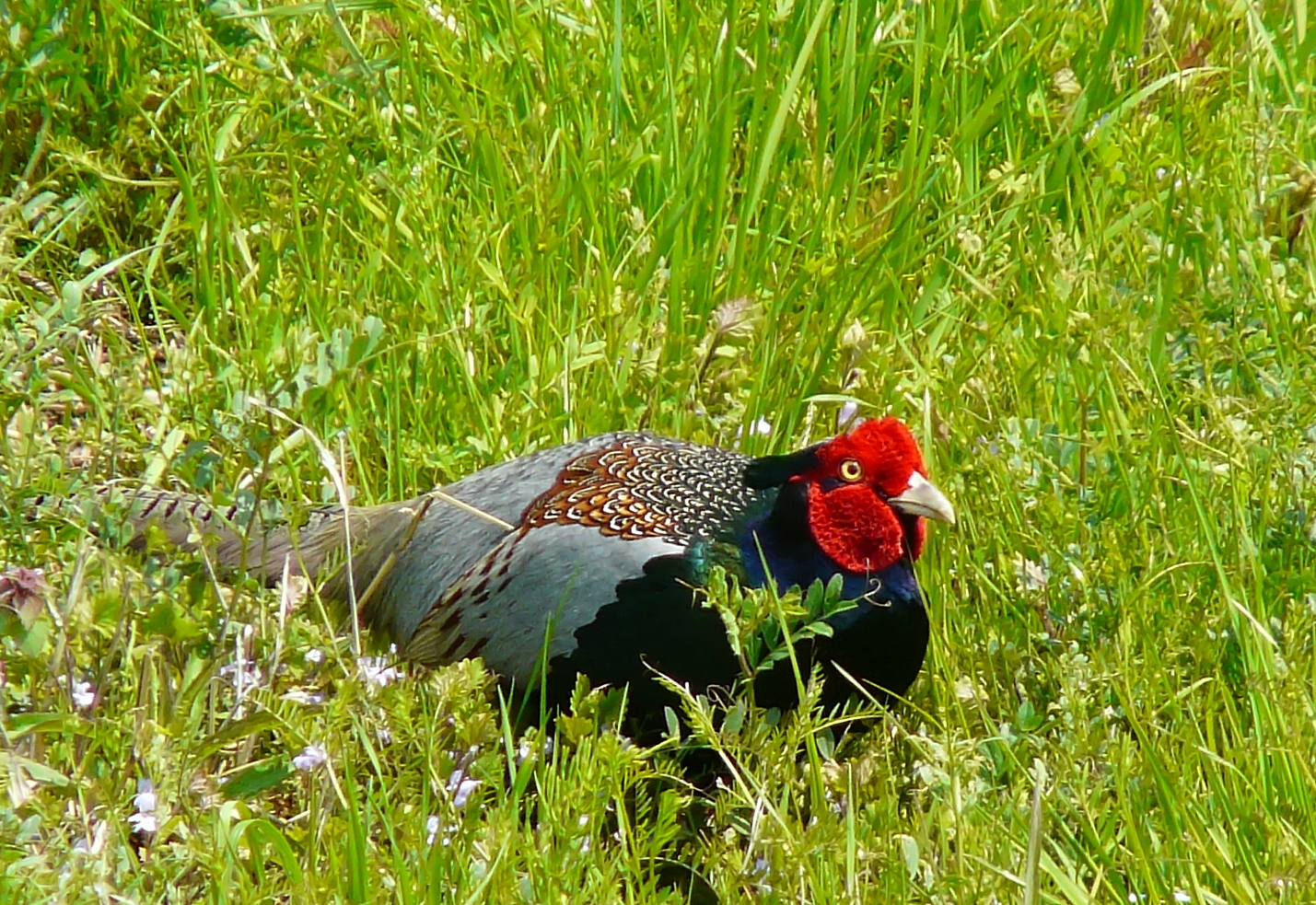
Dimorfismo sexual: o macho costuma ser mais colorido
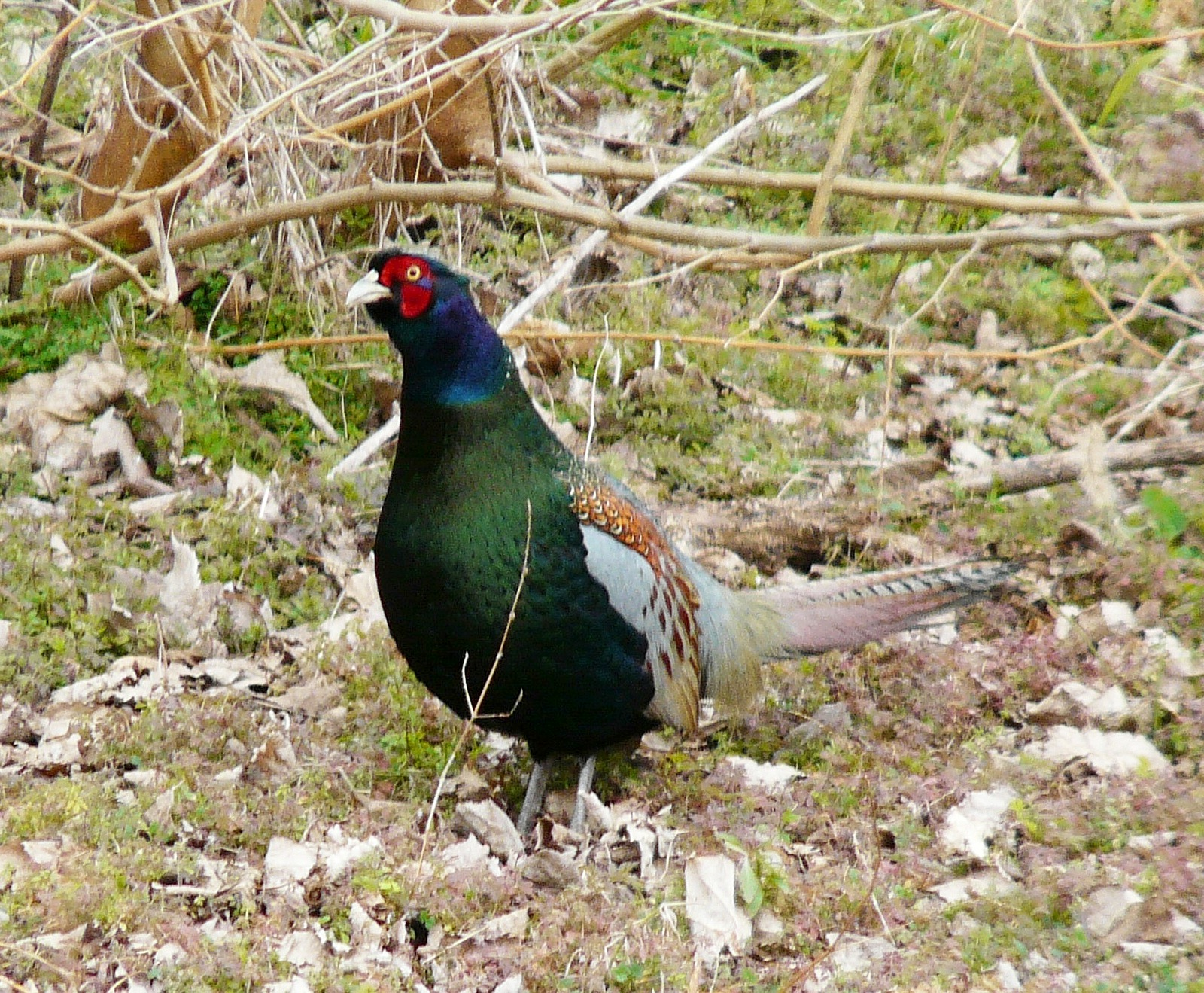
Tem estreita relação com o Faisão-coleira.
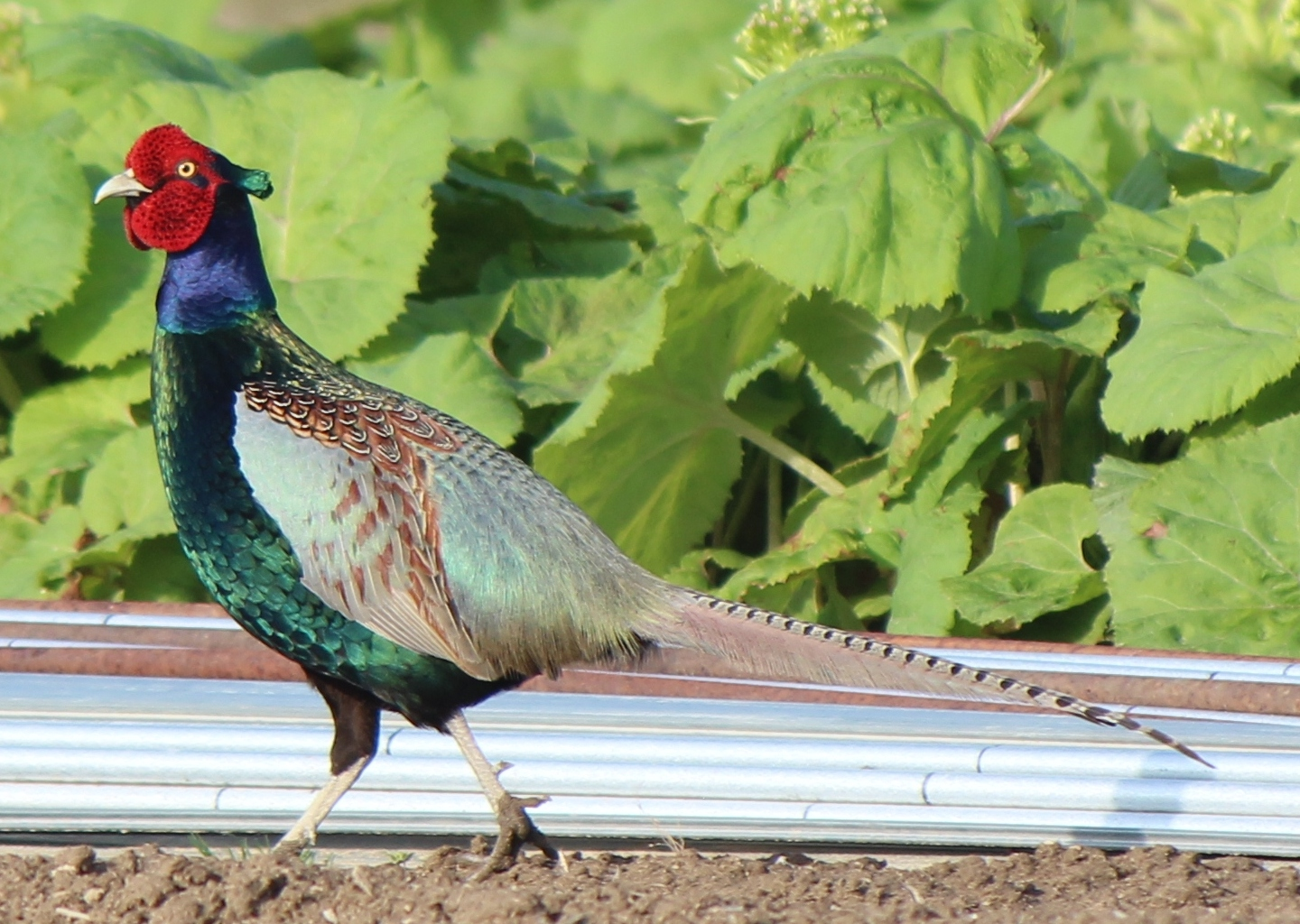
Suas costas tem penas cinzas.
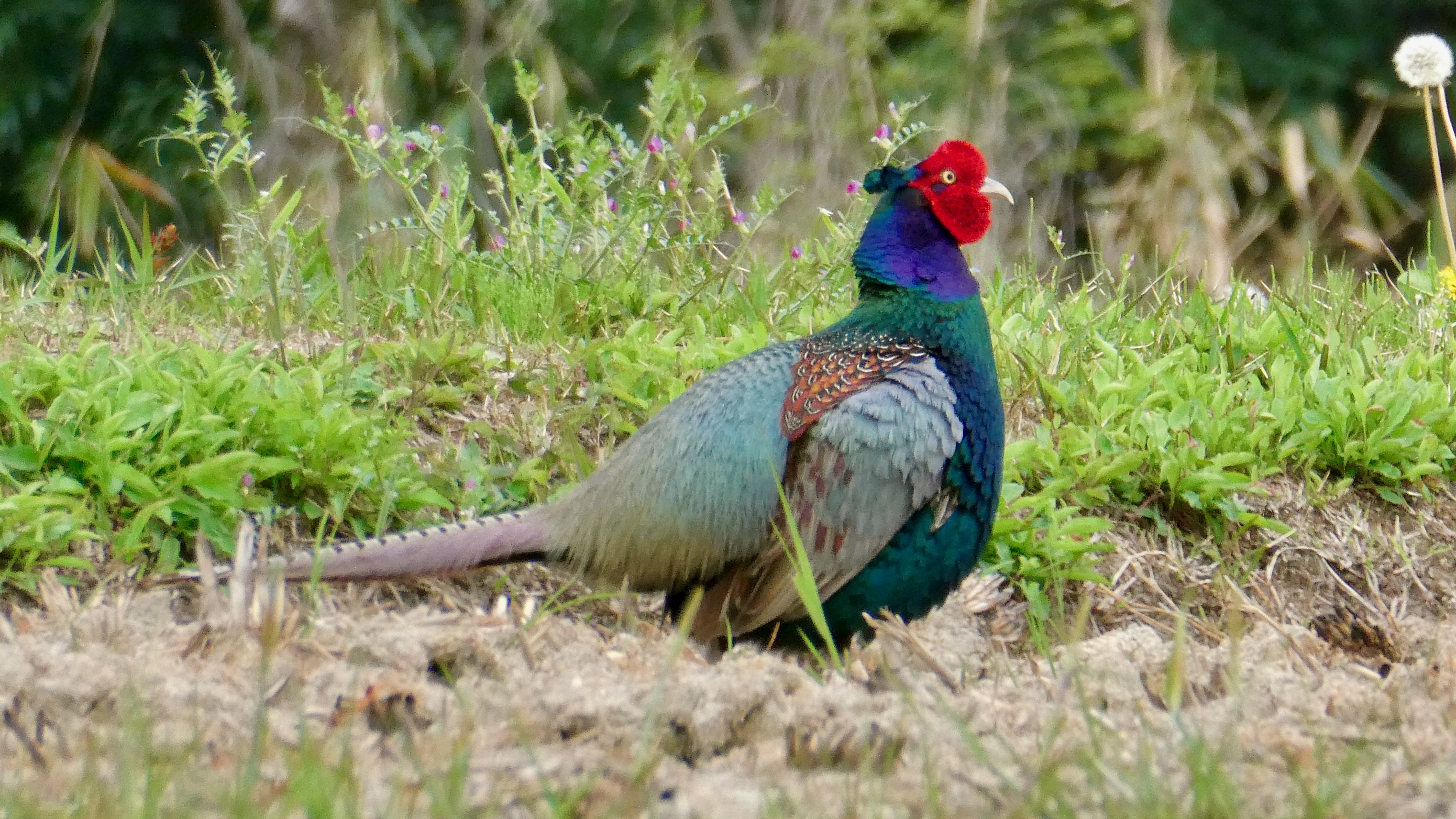
O macho possui cores vivas
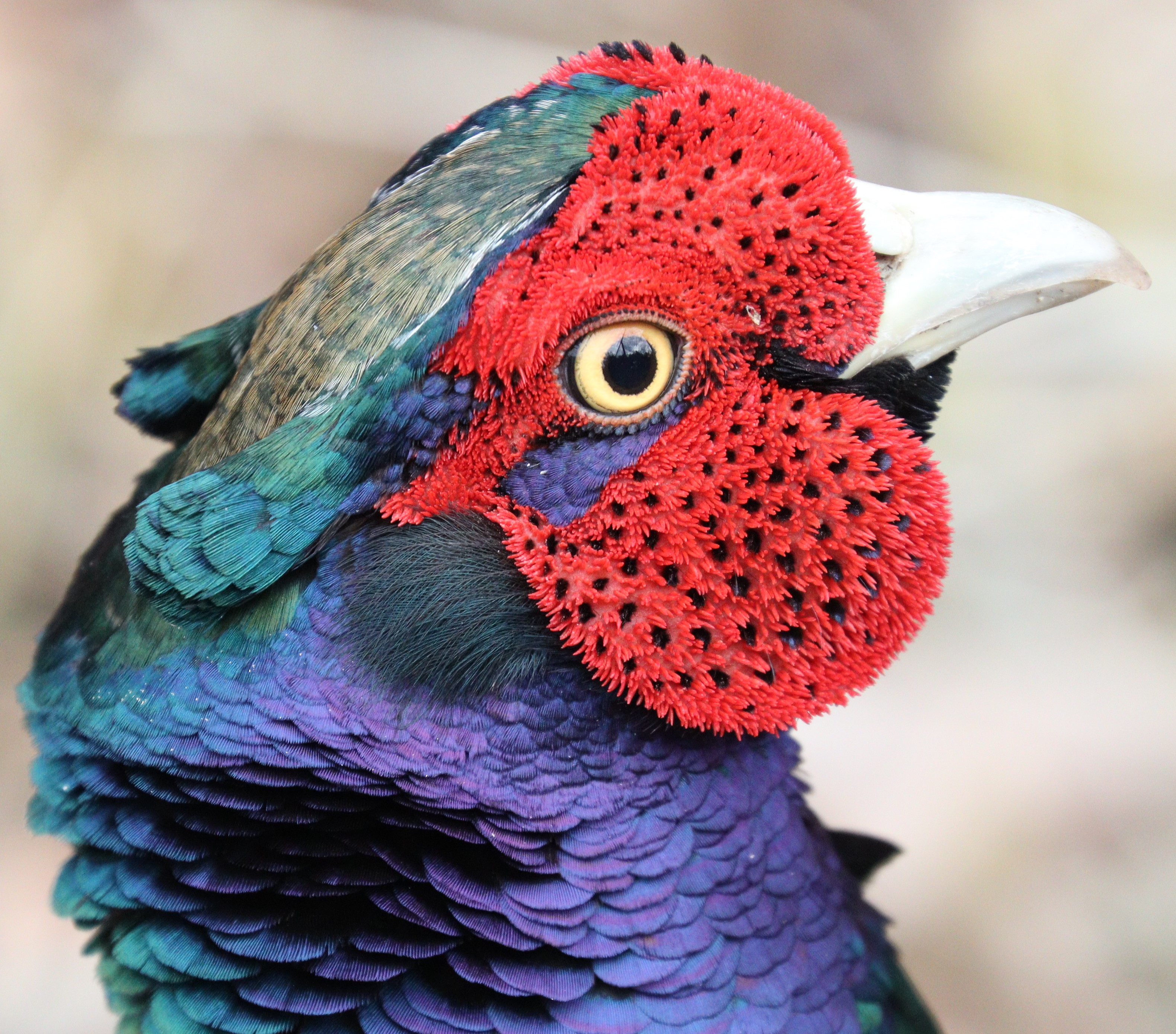
A cabeça de um macho exibindo suas barbelas vermelhas
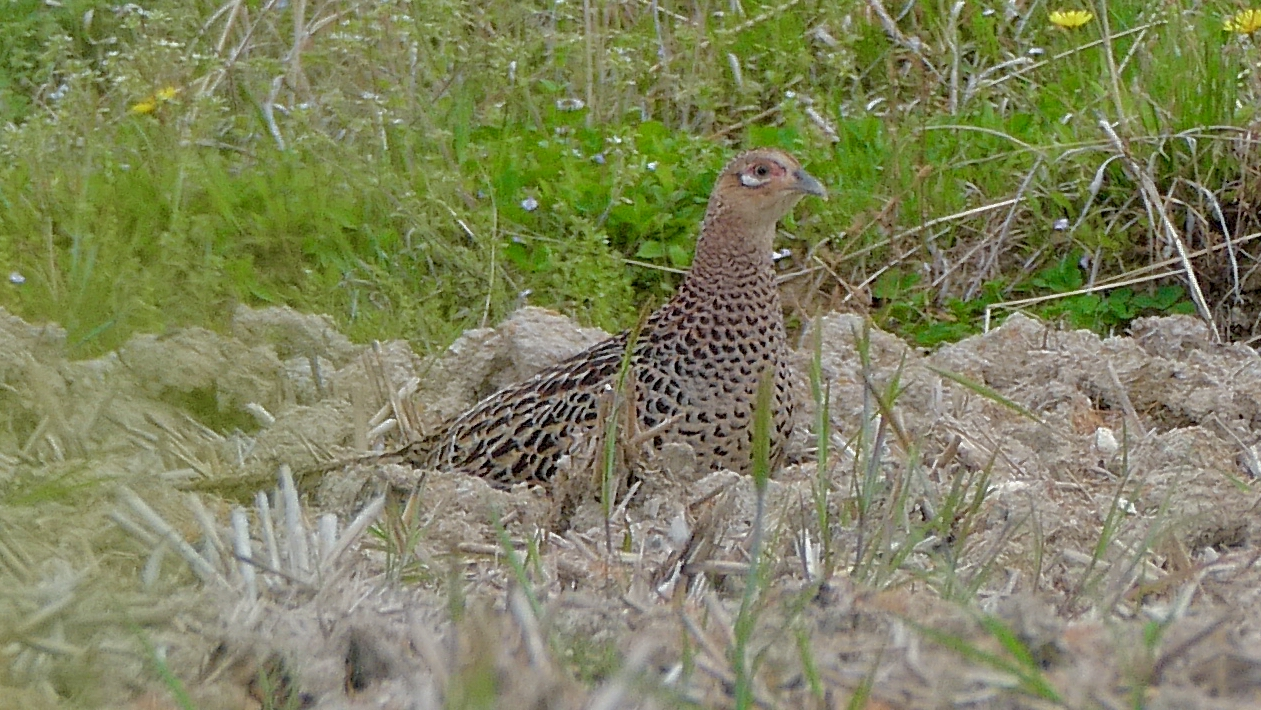
As fêmeas tem um padrão menos colorido
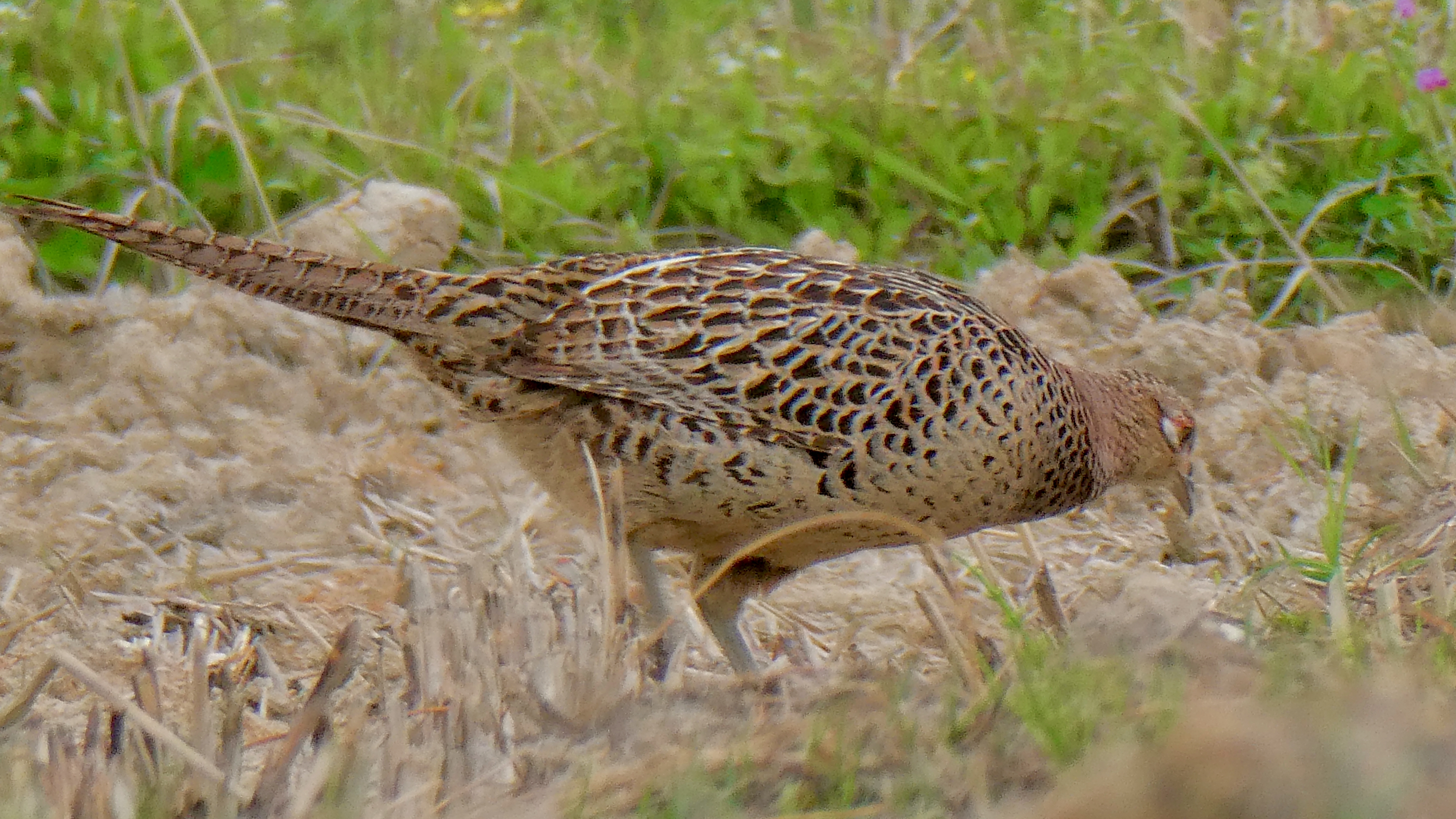
Elas são também menores
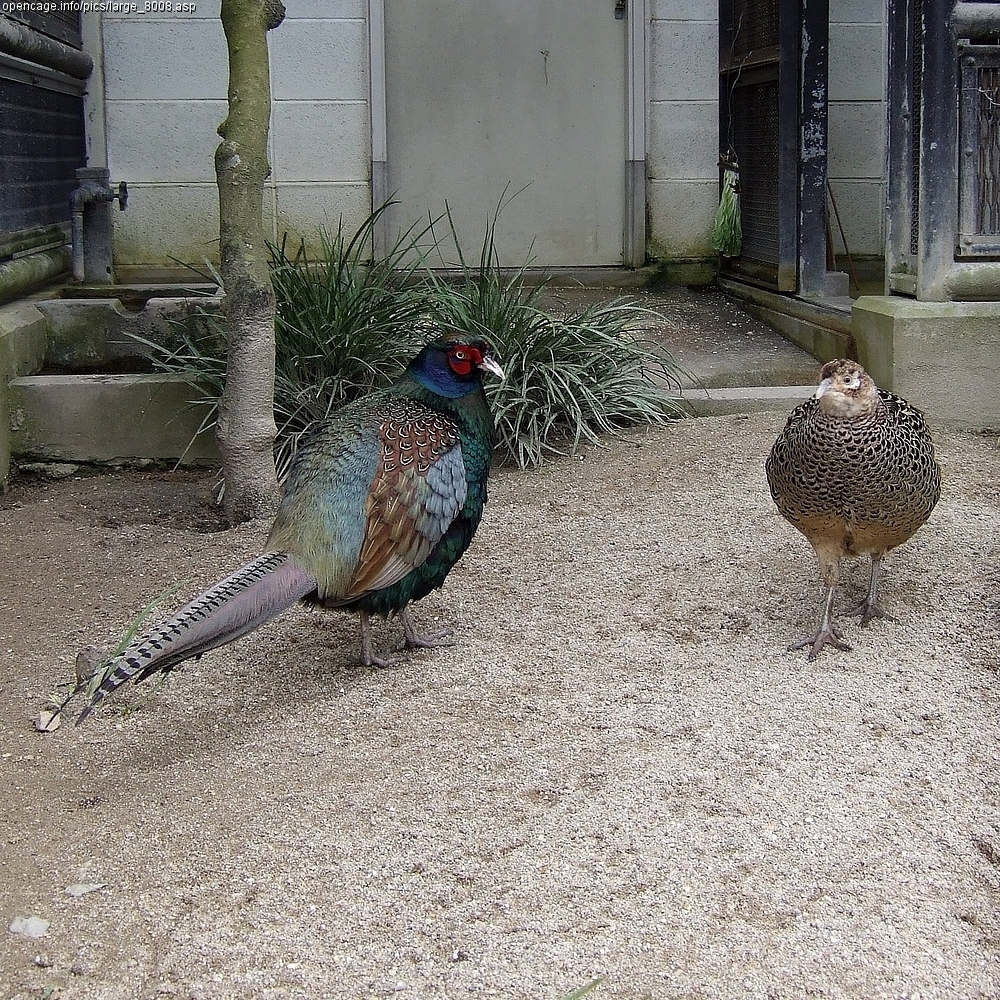
Um casal
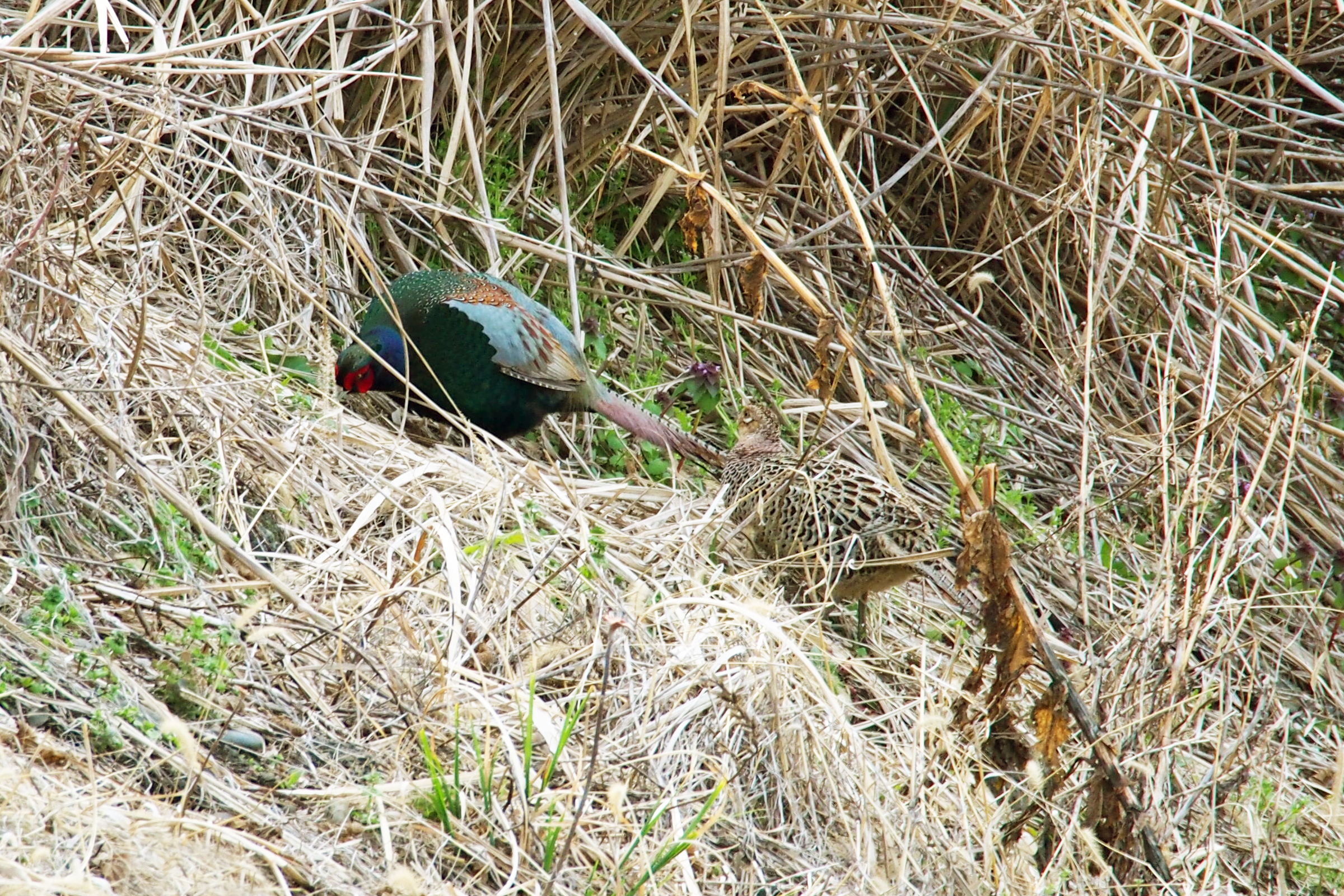
Um casal entre os arbustos
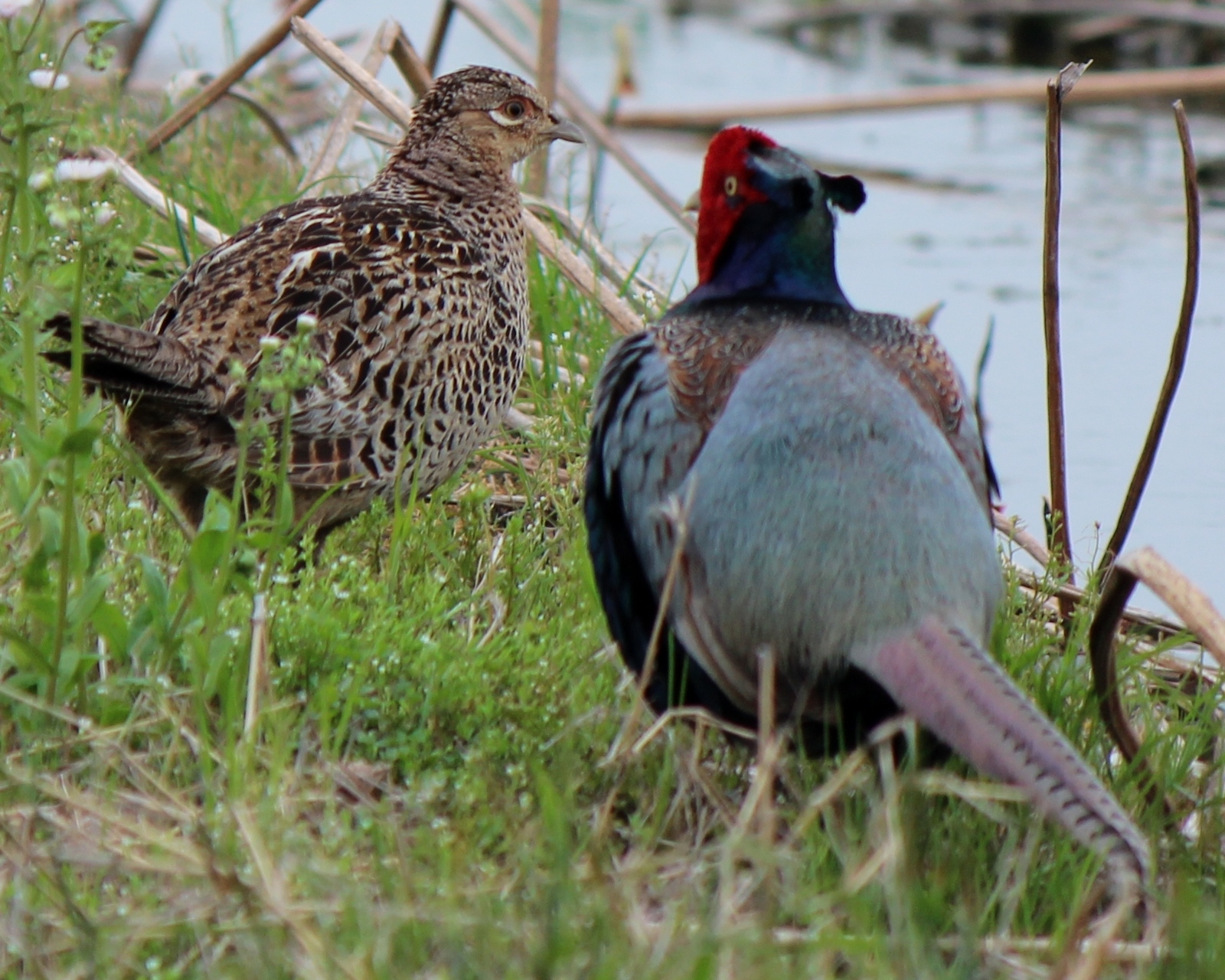
Casal

## Literatura
- MADGE, Steve; MCGOWAN, Philip.  Helm Identification Guides: Pheasants, Partridges & Grouse. Londres: Christopher Helm, 2002.(em inglês)
- RAETHEL, Heinz-Sigurd. Hühnervögel der Welt. Melsungen: Verlag J. Neumann-Neudamm GmbH & Co. KG, 1988.(em alemão)
- GLUTZ VON BLOTZHEIM, Urs N; BAUER, Kurt M. Galliformes–Gruiformes: Handbuch der Vögel Mitteleuropas. Volume 5. Wiesbaden: Aula-Verlag, 1994.(em alemão)